# Biston prophaeos
Biston prophaeos là một loài bướm đêm trong họ Geometridae.